# 溫莎森林 (圭亞那)
溫莎森林（英語：Windsor Forest）是位於圭亞那埃塞奎博群島-西德梅拉拉的小鎮，離首都喬治敦僅十公里，人口約三千人，是當地不少華人的家鄉。圭亞那的首任總統鍾亞瑟及其夫人皆在這裡出生及成長。